# NGC 1482
NGC 1482 è una galassia lenticolare situata nella costellazione dell'Eridano, a una distanza di circa 87 milioni di anni luce dalla nostra Via Lattea.

## Scoperta
La galassia è stata scoperta il 19 dicembre 1799 dall'astronomo britannico di origine tedesca William Herschel.

## Descrizione
NGC 1482 presenta una larga riga a 21 cm dell'idrogeno neutro.
Nella galassia sono presenti anche regioni di idrogeno ionizzato.
NGC 1482 fa parte dell'Ammasso di Eridano.

## Supernova
Il 26 novembre 1937, all'interno di NGC 1482 è stata scoperta la supernova SN 1937E dall'astrofisico svizzero-statunitense Fritz Zwicky. Non è stato possibile determinare a quale tipologia appartenesse la supernova.